# Проституция в Боливии
Проституция в Боливии легальна и регулируется. Разрешена только зарегистрированным проституткам в лицензированных публичных домах. Проститутки должны зарегистрироваться и проходить регулярные медицинские осмотры на наличие заболеваний, передающихся половым путем (каждые 20 дней). Полиции разрешено проверять, зарегистрированы проститутки или нет, и посещали ли они клинику в течение предыдущих 20 дней. По оценкам ЮНЭЙДС, в 2016 году в Боливии было 30 523 проституток.

## Общественные взгляды
Хотя проституция широко распространена в Боливии, проституток подвергается серьезной стигматизации со стороны общества, их обвиняют во всём - от разрушенных домов до роста уровня инфицирования ВИЧ. В 2007 году в Эль-Альто на сотни проституток напали, заставили раздеться и избили разгневанные местные жители; были сожжены несколько публичных домов. Горожане требовали, чтобы бордели и бары располагались на расстоянии не менее 3200 футов от школ. В ответ муниципальные власти закрыли все публичные дома в пределах 1600 футов от школ, но не предприняли никаких действий против тех, кто напал на проституток. «Мы нелюбимы Боливии, - сказал Юлий Перес, вице-президент ONAEM, боливийского профсоюза секс-работников. - Если мы не будем работать, кто будет кормить наших детей?» Другой представитель организации секс-работников сказал: «Люди думают, что цель нашей организации - расширить проституцию в Боливии. На самом деле мы хотим обратного. Наш идеальный мир - это мир, свободный от экономического отчаяния, которое заставляет женщин заниматься этим бизнесом".

## Детская проституция
В Боливии средний возраст детских проституток - 16 лет. Детская проституция - серьезная проблема, особенно в городских районах и в районе около реки Чапаре. Большинство детей, которых принуждают к проституции, происходят из низших социальных слоев и из неполных семей. Только 12,6% этих детей имеют какое-либо образование, что оставляет у них мало возможностей. В результате многие остаются в секс-индустрии на протяжении всей взрослой жизни, несмотря на желание уйти. Приблизительно одна треть девочек и подростков, занимающихся проституцией, имеют от одного до пяти детей, в основном в возрасте до 5 лет. Большинство детских проституток работают на улицах, в публичных домах, барах и клубах.
Существуют разные виды детской проституции, различающиеся в зависимости от экономической мощи клиента и возраста ребенка. Клиенты из высшего класса обычно ищут старших подростков в возрасте 16-17 лет (и молодых взрослых проституток в возрасте 18-20 лет). Многие из этих молодых людей приехали из Восточной Боливии и из-за границы. Этот тип проституции организован закрытыми сетями и подлежит очень небольшому контролю. В некоторых случаях сексуальный контакт между этими подростками и их клиентами происходит в доме клиента. Подростки со всех концов страны занимаются проституцией в местных барах или пабах, в основном для клиентов среднего класса. Уличная проституция вовлекает женщин и девочек всех возрастов, которые обычно вступают в торговлю в возрасте от 12 до 15 лет. Наконец, существует форма «скрытой» проституции, в которую могут вовлекаться дети в возрасте от 8 лет, часто в обмен на лекарства, угощения или игрушки. В течение дня эти дети остаются на улице, часто работая уличными торговцами, прислугой или официантками. Ночью они ходят в танцевальные клубы или продают алкоголь на улице. Клиенты этого типа проституции - это обычно взрослые или малообеспеченные подростки.
Проблема детской проституции усугубляется плохо соблюдаемыми законами и редкими и неэффективными полицейскими рейдами. Однако в последнее время были предприняты дополнительные усилия для решения этой проблемы; в 2008 году полиция провела обыск в нескольких публичных домах и спасла 215 детей, которые там работали. Международная организация по миграции (МОМ) и НПО «Спасите детей» и «Pro-Adolescente» провели кампании по повышению осведомленности общественности о торговле детьми. Департамент и правительство Ла-Паса имеют приюты для детей, подвергшихся насилию и эксплуатации.

## Секс-торговля
Экономические и социальные проблемы создают благоприятный климат для торговли людьми. Молодых боливийских женщин и девочек вывозят из сельских в городские районы для коммерческой сексуальной эксплуатации; женщины и дети из коренных этнических групп в регионе Альтиплано подвергаются большему риску быть проданными для проституции. Столкнувшись с крайней нищетой, многие граждане становятся экономическими мигрантами, а некоторые становятся жертвами торговцев людьми и принуждаются к проституции как внутри, так и за пределами Боливии.
Страна также является источником жертв торговли людьми для сексуальной эксплуатации в Аргентину, Чили, Бразилию, Испанию и США. Слабый контроль на границах усугубляет эту проблему.
В 2018 году Управление государственного департамента США по мониторингу и борьбе с торговлей людьми понизило рейтинг Боливии с «Контрольного списка уровня 2» до страны «уровня 3».